# Rise of the Tyrant
Rise of the Tyrant – siódmy studyjny album zespołu Arch Enemy. Wydawnictwo ukazało się 24 września 2007 roku nakładem wytwórni muzycznej Century Media Records. Nagrania zostały zarejestrowane i zmiksowane pomiędzy marcem a majem 2007 roku w Studio Fredman w Szwecji. Mastering odbył się w Tailor Maid, również w Szwecji. W utworze „Rise of the Tyrant” został użyty fragment z filmu Kaligula z roku 1979.
Album dotarł do 84. miejsca listy Billboard 200 w Stanach Zjednoczonych sprzedając się w nakładzie 8,9 tys. egzemplarzy w przeciągu tygodnia od dnia premiery. Płyta była promowana teledyskami do utworów „Revolution Begins” i „I Will Live Again”, które wyreżyserował Patric Ullaeus.

## Lista utworów
Opracowano na podstawie materiału źródłowego.
| Nr  | Tytuł utworu            | Słowa                        | Muzyka                                              | Długość |
| --- | ----------------------- | ---------------------------- | --------------------------------------------------- | ------- |
| 1.  | „Blood on Your Hands”   | Angela Gossow                | Michael Amott, Christopher Amott                    | 4:41    |
| 2.  | „The Last Enemy”        | Angela Gossow                | Michael Amott, Christopher Amott                    | 4:15    |
| 3.  | „I Will Live Again”     | Angela Gossow                | Michael Amott, Christopher Amott, Daniel Erlandsson | 3:32    |
| 4.  | „In This Shallow Grave” | Michael Amott                | Michael Amott, Christopher Amott, Daniel Erlandsson | 4:54    |
| 5.  | „Revolution Begins”     | Michael Amott                | Michael Amott, Christopher Amott                    | 4:11    |
| 6.  | „Rise of the Tyrant”    | Angela Gossow                | Michael Amott                                       | 4:33    |
| 7.  | „The Day You Died”      | Angela Gossow, Michael Amott | Michael Amott, Daniel Erlandsson                    | 4:52    |
| 8.  | „Intermezzo Liberté”    | utwór instrumentalny         | Michael Amott                                       | 2:51    |
| 9.  | „Night Falls Fast”      | Angela Gossow                | Michael Amott                                       | 3:18    |
| 10. | „The Great Darkness”    | Angela Gossow                | Michael Amott                                       | 4:46    |
| 11. | „Vultures”              | Angela Gossow                | Michael Amott, Christopher Amott                    | 6:35    |
|     |                         |                              |                                                     | 48:28   |

## Twórcy
Opracowano na podstawie materiału źródłowego.
| Zespół Arch Enemy w składzie - Angela Gossow - wokal prowadzący - Michael Amott - gitara rytmiczna, gitara prowadząca, instrumenty klawiszowe, produkcja muzyczna, oprawa graficzna - Christopher Amott - gitara rytmiczna, gitara prowadząca - Daniel Erlandsson - perkusja, instrumenty perkusyjne, produkcja muzyczna, miksowanie - Sharlee D’Angelo - gitara basowa | Inni - Peter In de Betou - mastering - Fredrik Nordström - miksowanie, produkcja muzyczna - Patrik Jerksten - inżynieria dźwięku - Niklas Sundin - okładka |

## Pozycje na listach
| Lista                   | Kraj              | Pozycja |
| ----------------------- | ----------------- | ------- |
| SNEP                    | Francja           | 72      |
| Billboard 200           | Stany Zjednoczone | 84      |
| Sverigetopplistan       | Szwecja           | 20      |
| Suomen virallinen lista | Finlandia         | 18      |
| Schweizer Hitparade     | Szwajcaria        | 65      |
| Ö3 Austria Top 40       | Austria           | 50      |
| Oricon                  | Japonia           | 14      |